# ميخائيل إي. أوهانلون
ميخائيل إي. أوهانلون (بالإنجليزية: Michael O'Hanlon)‏ هو كاتب بريطاني، ولد في 16 مايو 1961.